# Limburská staurotéka

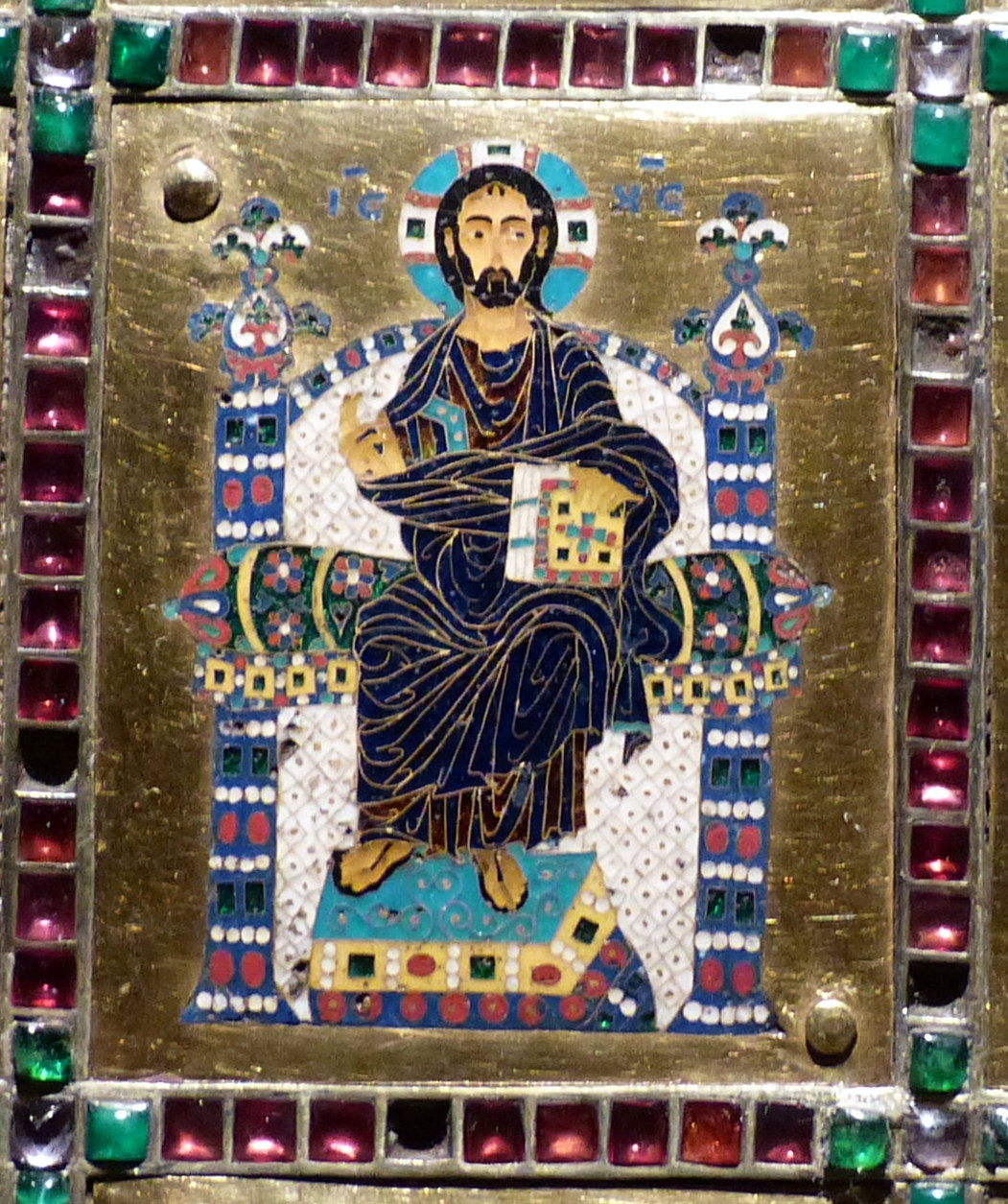
Kristus Pantokrator, smaltovaný obrázek ze středu víka staurotéky, kolem r. 960

Limburská staurotéka je deskový relikviář s fragmenty z dřeva sv. Kříže zhotovený v 10. století v Byzantské říši v Konstantinopoli. 

## Historie
Podle tradice desku objednal a daroval komorník byzantského císaře (=parakoimomenos) Baileios Lakapenos roku 960. Ve skutečnosti byla pořízena ve dvou různých obdobích. Starší je pouzdro.Staurotéka byla uchovávána v císařském chrámu  Hagia Sofia v Konstantinopoli. Během čtvrté křížové výpravy ji ukořistil rytíř Heinrich z Elmu a odvezl do Německa. Od roku 1208 byla uložena v augustiniánském klášteře Stuben, kde v roce 1275 zřídili kapli k jejímu uctívání, a po jeho zrušení koncem 18. století byla přenesena do pevnosti Ehrenbreitstein. Roku 1827 nebo 1835 ji dostalo darem Limburské biskupství, uložilo ji do chrámové klenotnice a uctívalo o svátcích v tamním kostele. Po restaurování je od 60. let 20. století vystavena v Diecézním muzeu v Limburku.

## Popis
Dvoudílnou staurotéku tvoří dvě části, pouzdro a samotná deska s posuvným víkem. Je zhotovena se sykamory (platanového dřeva) pokrytého stříbrným zlaceným plechem. Výzdobu tvoří Je zdobena jamkovým emailem, perlami, smaragdy, safíry, almandiny a dalšími broušenými drahokamy. Měří 48 x 35 cm, je 6 cm silná a váží přibližně 11 kg.
Deska je konstruovaná jako zásuvka s posuvným víkem. Víko staurotéku chránilo při transportu a bylo jeho trvalou součástí, podobně jako u dalších stauroték. Otevíralo se jen k uctívání relikvií.
Uprostřed víka je vyobrazena Deesis: Panna Marie, doprovázená archandělem Michaelem a Jan Křtitel, doprovázený archandělem Gabrielem, stojí napravo a nalevo od trůnu Krista Vševládce (Pantokratora). Andělé mají byzantské dvorské oděvy, zatímco Kristus, Panna Marie a Jan jsou oblečeni v císařském purpuru. Střední obraz je rámován ozdobnými lištami s vloženými medailony světců. Na zadní straně víka je tepaný kříž   s drahokamy. Akantové úponky u paty kříže symbolizují, že kříž je strom života.

## Galerie

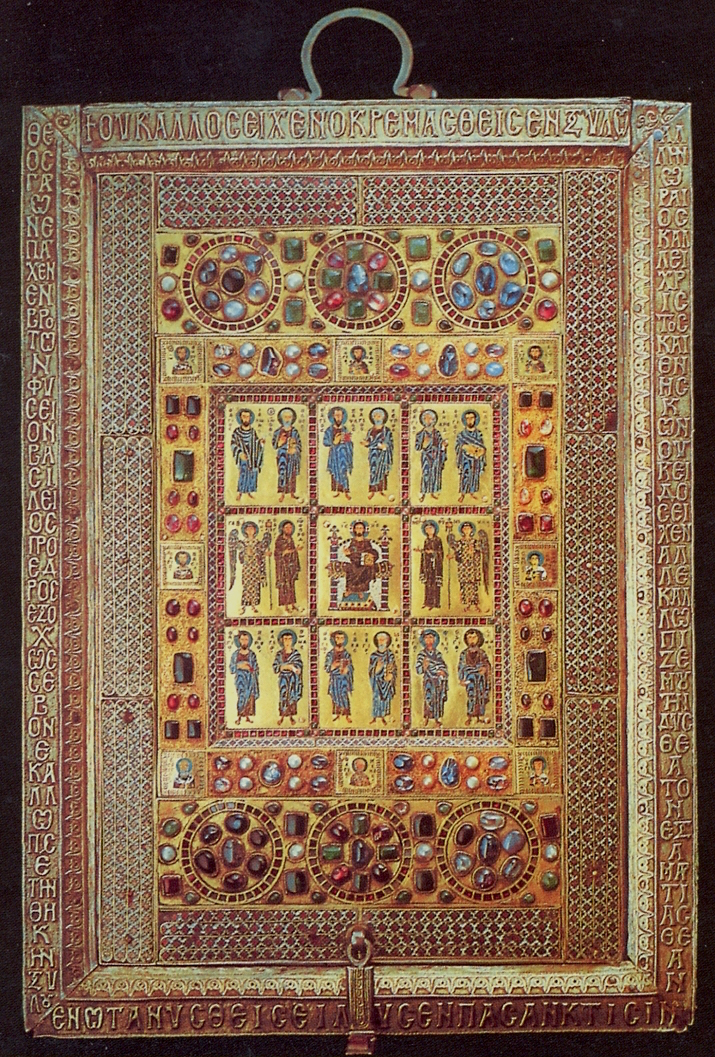
Vnější deska
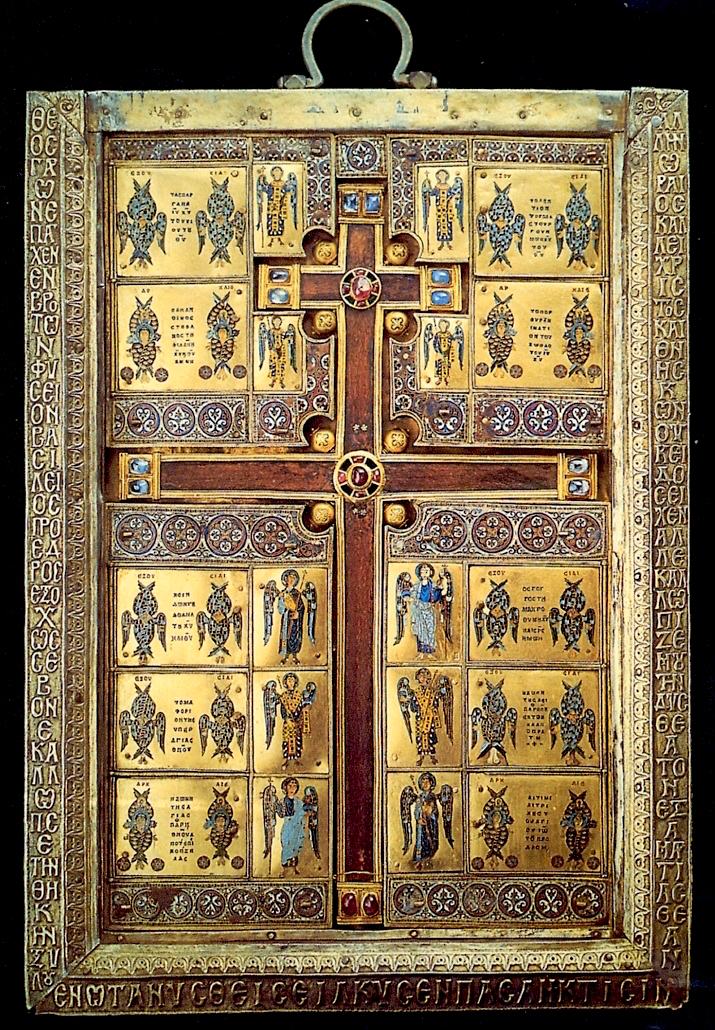
Vnitřní deska
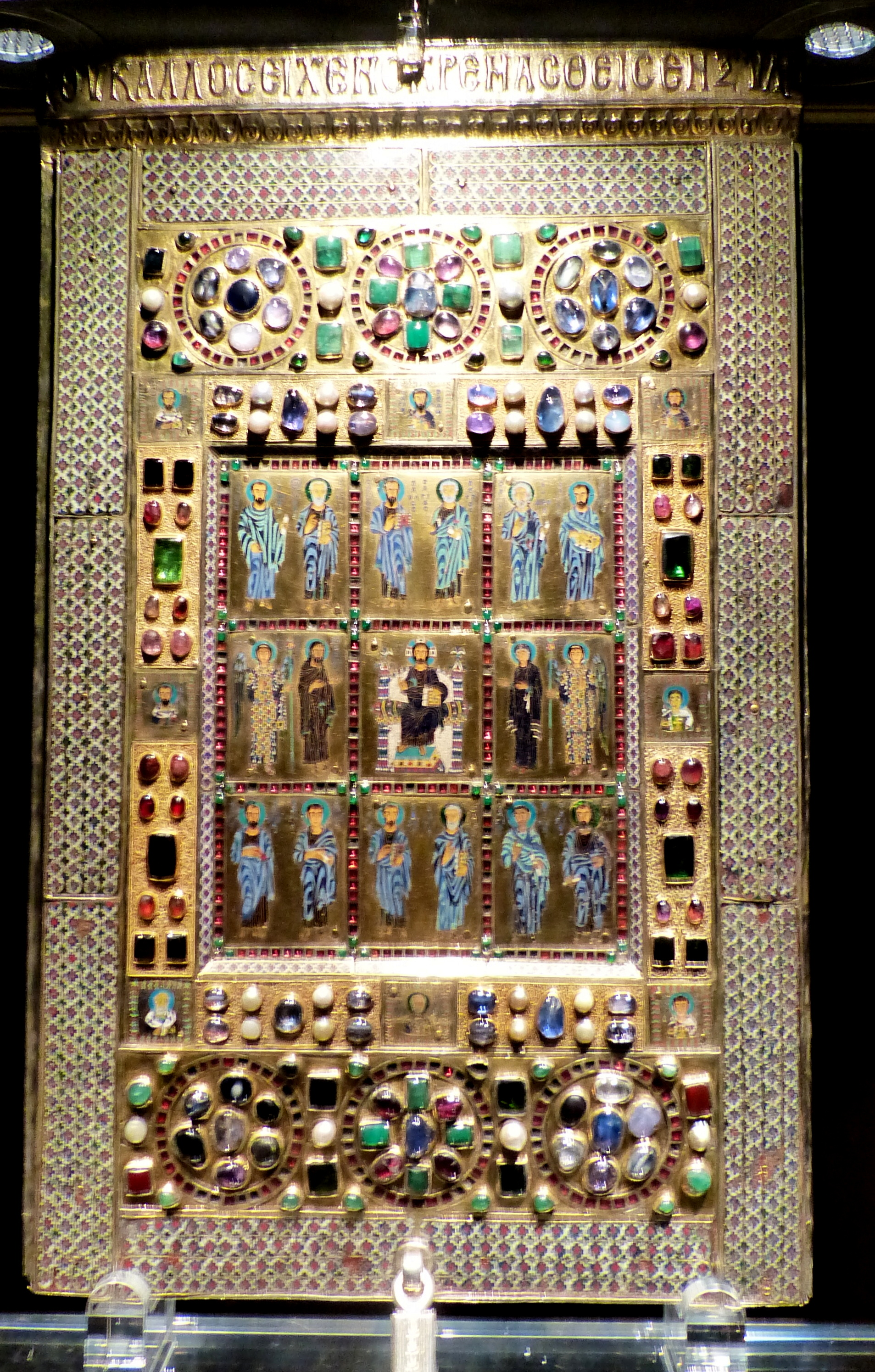
Přední strana pouzdra
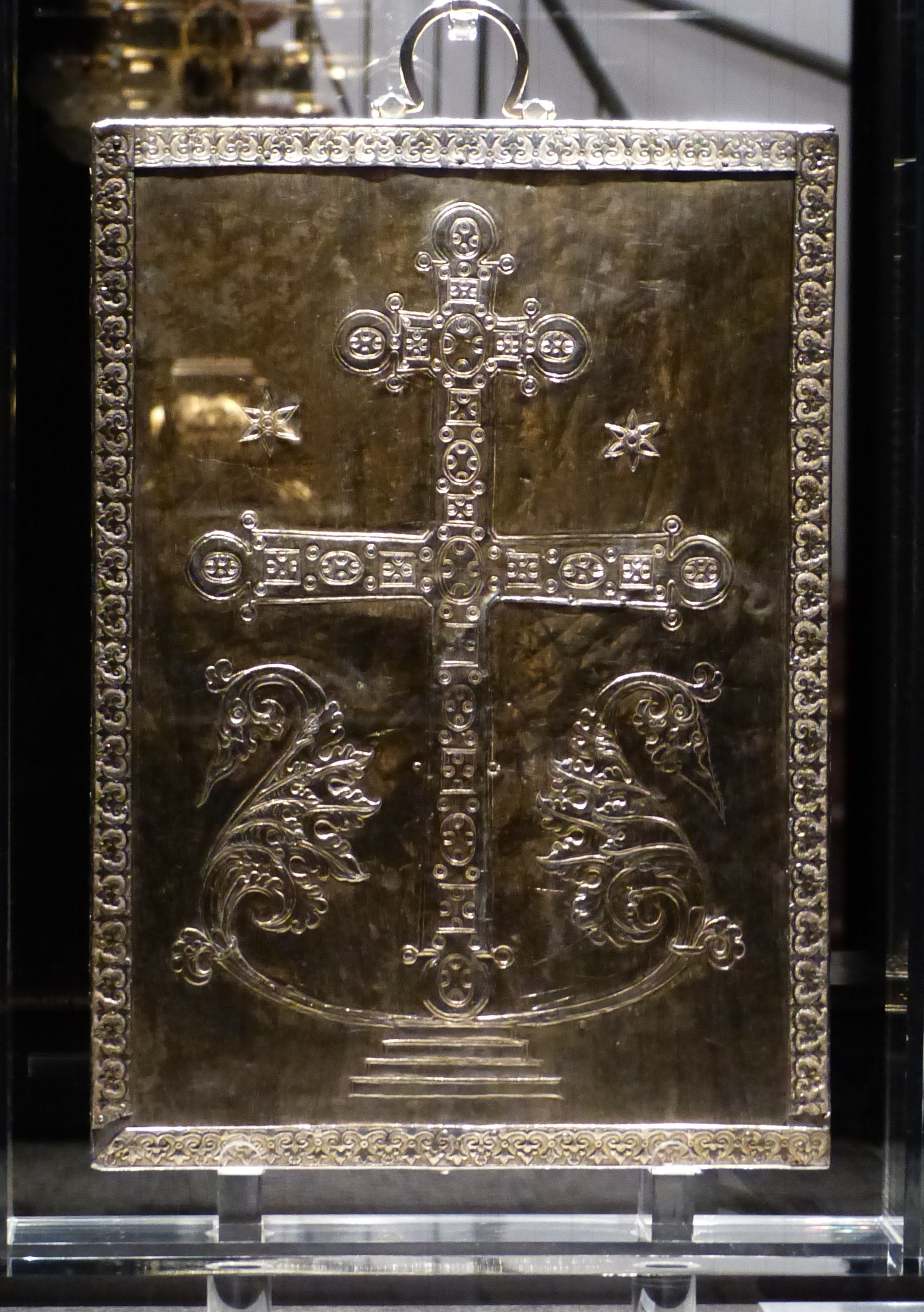
Zadní strana pouzdra